# 쿠보 사토네
쿠보 사토네(일본어: 久保 怜音, 2003년 11월 20일 ~ )는 일본의 여성 아이돌 그룹 전 AKB48 팀B의 멤버이다. 가나가와현 출신.